# 秋水伊人 (電影)
《秋水伊人》（法語：Les Parapluies de Cherbourg），1964年法語愛情歌舞電影，由法國與西德合拍， 雅克·德米執導及編劇。第17屆康城影展金棕櫚獎得主。
2018年獲英國廣播公司選為百大非英語電影之一。